# مجموعة اللغة القبطية بالمكتبة البريطانية
مجموعة اللغة القبطية بالمكتبة البريطانية هي عبارة عن مجموعة من حوالي 1600 مخطوط باللغة القبطية في المكتبة البريطانية يرجع تاريخها إلى 350-2000 م، وكانت المجموعة واحدة من أولى المجموعات وصولًا إلى أوروبا، وكُتِبت النصوص على ورق البردي والجلود وورق الرق والورق. في المكتبة البريطانية أيضًا مجموعة من حوالي 1500 كتاب وسلسلة مطبوعة باللغة القبطية.